# 투워
투워(하우사어: tuwo)는 하우사족이 옥수수, 수수, 쌀 등으로 만든 스왈로류 음식을 일컫는 이름이다.

## 종류
- 투원 다와(하우사어: tuwon dawa): 수수로 만든 투워이다.
- 투원 마사라(하우사어: tuwon masara): 옥수수로 만든 투워이다. 가나의 투오 자피, 동아프리카의 우갈리와 은시마, 남아프리카의 사자와 팝, 앙골라의 푼즈 등과 유사하다.
- 투원 신카파(하우사어: tuwon shinkafa): 쌀로 만든 투워이다.

## 같이 보기
- 아기디
- 아말라
- 악푸
- 에바
- 오기
- 우타라
- 이얀
- 푸푸